# Cureggio
Cureggio är en ort och kommun i provinsen Novara i regionen Piemonte i Italien. Kommunen hade 2 636 invånare (2018).